# Хотспарс (футбольний клуб)
Футбольний клуб «Хотспарс» або просто «Хотспарс» (англ. Hotspurs Football Club) — професіональний футбольний клуб з Намібії, який представляє місто Віндгук.

## Історія
Вони грали в сезоні 2009-10 років в Прем'єр-лізі Намібії, проте, вилетіли до Першого дивізіону Намібії. Наступного сезонк клуб повернувся до Прем'єр-ліги.

## Відомі гравці
- Річард Кавенджи (разом з Жеромом Льюїсом з «Блек Африки», забивши 13 м'ячів, стали найкращими бомбардирами Прем'єр-ліги в сезоні 2011–12 років)